# Partizan (armată)
Un partizan este membrul unei forțe armate neregulate care se opune controlului exercitat asupra unei regiuni de către o putere străină sau de către o armată de ocupație. 
Termenul „partizan” a fost folosit în secolul al XVII-lea pentru a numi liderul unui detașament războinic. În acea perioadă, în Europa, detașamentele războinice erau folosite în mod frecvent pentru executarea de raiduri pentru strângerea sau, dimpotrivă, pentru distrugerea de provizii. Tehnicile războiului de partizani au fost descrise în detaliu de Johann von Ewald în cartea sa Abhandlung über den kleinen Krieg (1789). Von Ewald a fost un veteran al forțelor hessiene care au luptat ca mercenari în Războiul de independență al Americii și au trebuit să facă față unui inamic care avea să fie numit în secolele al XIX-lea și al XX-lea „forțe neregulate”. Conceptul inițial al războiului de partizani era folosirea trupelor recrutate din cadrul populației din regiunea de război, sau în unele cazuri a unităților militare regulate, care luptau în spatele liniilor inamice pentru dezorganizarea liniilor de comunicație sau aprovizionare, stabilirea unor avanposturi, atacarea subunităților inamice în ambuscade, culegera de informații, taxe sau efectuarea de rechiziții, distrugerea stocurilor de provizii ale dușmanului, etc. 
Partizanii din pe la mijlocul secolului al XIX-lea se diferențiau în mod substanțial de escadroanele de cavalerie folosite la raiduri rapide sau de forțele de gherilă semiorganizate. Partizanii ruși au jucat un rol de primă importanță în înfrângerea lui Napoleon Bonaparte în timpul războului din 1812. 
În timpul celui de-al doilea război mondial „partizanii” au devenit forța dominantă din spatele liniilor Axei, fiind formate în special din trupe neregulate, întărite de cele mai multe ori cu specialiști în luptele de gherilă trimiși în sprijinul insurgenților de cartierele generale aliate. Partizanii sovietici, în special cei din Belarus, au reușit să hărțuiască neîncetat Wehrmachtul și să-i întârzie sau chiar să-i oprească acțiunile. Ca urmare, autoritatea statului sovietic a fost reinstaurată adânc în spatele liniilor germane. 
În teritoriile controlate de partizanii sovietici au putut fi organizate până și colhozuri pentru aprovizionarea insurgenților. 
Partizanii iugoslavi de orientare comunistă au condus de la începutul până la sfârșitul războiului lupta de eliberare a patriei lor.